# Aralia delavayi
Aralia delavayi är en araliaväxtart som beskrevs av Jun Wen. Aralia delavayi ingår i släktet Aralia och familjen Araliaceae. Inga underarter finns listade.